# 島根県立邇摩高等学校
島根県立邇摩高等学校（しまねけんりつ にまこうとうがっこう, 英: Shimane Prefectural Nima High School）は、島根県大田市仁摩町に所在する公立の高等学校。通称「邇摩高」（にまこう）。

## 概要
歴史
1903年（明治36年）に設立された「邇摩郡立石東農学校」を前身とする。2023年（令和5年）に創立120周年を迎えた。
設置課程・学科
全日制課程 総合学科
- 農業系列
- ビジネス系列
- 生活系列
- 文化系列
- 福祉系列

校訓
「勤労・創造・仁心」
校章
校舎の前にそびえる山を緑色の三角形で表し、その両端に銀色の羽根の絵を加えたものを背景にして、「高」の文字を置いている。
校歌
作詞は木島俊太郎、作曲は石桁真禮生による。歌詞は3番まであり、3番に校名の「邇摩高校」が登場する。
校舎
教室棟・総合学科棟・管理棟・屋内運動場（体育館）・工芸棟（伝統産業館）等からなる。寄宿舎「青雲寮」を有する。
同窓会
「松風会」（しょうふうかい）と称している。

## 沿革
旧制農学校・農林学校
- 1903年（明治36年）- 邇摩郡大森町に「邇摩郡立石東農学校」が設立される。
- 1923年（大正12年）3月 - 郡制廃止により県立に移管し「島根県立仁万農学校」に改称。
- 1924年（大正13年）9月 - 仁万村に校舎を移転。
- 1937年（昭和12年）4月1日 - 「島根県立石東農学校」に改称。
- 1941年（昭和16年）4月1日 - 「島根県立仁万農林学校」に改称。
- 1947年（昭和22年）4月1日 - 学制改革（六・三制の実施、新制中学校の発足）
  - 農林学校の生徒募集を停止（1年生不在）。
  - 新制中学校を併設し（名称:島根県立仁万農林学校併設中学校、以下・併設中学校）、農林学校1・2年修了者を新制中学校2・3年生として収容。
  - 併設中学校は経過措置としてあくまで暫定的に設置されたため、新たに生徒募集は行われず（1年生不在）、在校生が2・3年生のみの中学校であった。
  - 農林学校3・4年修了者はそのまま農林学校に在籍し、4・5年生となった（4年修了時点で卒業することもできた）。

高等女学校
- 1946年（昭和21年）- 「島根県立温泉津高等女学校」設立

新制高等学校
- 1948年（昭和23年）4月1日 - 学制改革（六・三・三制の実施、新制高等学校の発足）　
  - 農林学校、高等女学校が廃止され、新制高等学校「島根県立仁万農林高等学校」、「島根県立温泉津高等学校」が発足。
    - 農林学校卒業生（5年修了者）を新制高校3年生、農林学校、高等女学校4年修了者を新制高校2年生、併設中学校（3年修了者）を新制高校1年生として収容。
    - 併設中学校は新制高校に継承され（名称:島根県立仁万農林高等学校併設中学校、島根県立温泉津高等学校併設中学校）、在校生が1946年（昭和21年）に農林学校、高等女学校へ最後に入学した3年生のみとなる。

  - 7月 - 邇摩郡大代村に大代分校（定時制）を設置。
- 1949年（昭和24年）
  - 3月31日 - 併設中学校を廃止（旧制4・5年から新制3年への修業年限の移行が完了）。
  - 4月1日 - 高校三原則に基づき島根県内公立高校の再編が行われ仁万農林高校と温泉津高校が統合。普通科と農業科、家政科を有する総合制高等学校「島根県立邇摩高等学校」（現校名）が発足。 
    - 当分の間、仁万校舎と温泉津校舎の2校舎制をとる。
- 1952年（昭和27年）
  - 4月1日 - 商業科（1学級）を新設。
  - 9月 - 温泉津校舎を仁万校舎に統合。
- 1952年（昭和27年）4月1日 - 温泉津分校（定時制）を設置。
- 1963年（昭和38年）4月 - 温泉津分校を全日制に転換。
- 1966年（昭和41年）
  - 3月 - 野球部、第38回選抜高等学校野球大会（春のセンバツ甲子園）に初出場。
  - この年 - 校章を制定。
- 1970年（昭和45年）4月1日 - 普通科の募集を停止し、商業科（3学級）・農業科（2学級）の募集を開始。
- 1972年（昭和47年）3月31日 - 普通科を廃止。
- 1979年（昭和54年）3月 - 大代分校を閉校。
- 1990年（平成2年）4月1日 - 商業科を1学級減じ、その代わりに情報処理科を1学級新設。
- 1991年（平成3年）3月 - 野球部、第63回選抜高等学校野球大会（春のセンバツ甲子園）に25年ぶり2度目の出場。
- 1995年（平成7年）4月 - 農業科・商業科・情報処理科・家政科の募集を停止し、総合学科5学級を新設。 温泉津分校を本校に統合。
- 1996年（平成8年）- 伝統産業館と総合学科実習棟が完成。
- 1997年（平成9年）3月31日 - 農業科・商業科・情報処理科・家政科を廃止。
- 1998年（平成10年）4月1日 - 2学期制を導入。
- 2003年（平成15年）- 創立100周年記念式典を挙行。記念碑を建立。
- 2009年（平成21年）4月1日 - 島根県立出雲養護学校邇摩分教室を併設。

## 部活動
運動部
- 卓球部
- バレーボール部
- バスケットボール部
- 野球部 - 選抜高等学校野球大会（春のセンバツ甲子園大会）に2回出場したことがある。
- 柔道部
- 弓道部 - インターハイで女子が優勝したことがある。
- ソフトテニス部
- バドミントン部

文化部
- 写真部
- 美術・工芸部
- 書道部
- 文芸部
- 吹奏楽部
- 珠算部
- パソコン部

## 著名な出身者
- 山内新一 - 元プロ野球選手（巨人、南海、阪神）
- 岡田光雄 - 元プロ野球選手（近鉄）
- 森山一人 - 元プロ野球選手（近鉄、ダイエー）。元長崎国際大学野球部監督。
- 清水清人 - 元プロ野球選手（中日）
- 難波利三 - 作家